# 高野研一 (経営コンサルタント)
高野 研一（たかの けんいち、1964年 - ）は、日本の経営コンサルタント。元コーン・フェリー日本代表。

## 人物・経歴
1987年神戸大学経済学部を卒業。1991年ロンドン大学ロンドン・スクール・オブ・エコノミクス修了、理学修士（MSc）。1992年シカゴ大学ブース・スクール・オブ・ビジネス修了、経営学修士（MBA）。日本債券信用銀行入行後、マーサージャパン取締役、矢矧コンサルタントチーフ・マネジャーなどを経て、2006年ヘイ・コンサルティンググループ参画。2007年ヘイ・コンサルティンググループ代表取締役社長。2015年コーン・フェリー日本共同代表。2019年コーン・フェリー・ジャパン会長。

## 著書
- 『グループ経営時代の人材マネジメント』東洋経済新報社 2000年
- 『勝ちぐせで組織は強くなる』東洋経済新報社 2005年
- 『ビジネスリーダーの強化書 : マネジメントスタイルを変革する』日本経団連出版 2010年
- 『超ロジカル思考 : 「ひらめき力」を引き出す発想トレーニング』日本経済新聞出版社 2015年
- 『カリスマ経営者の名著を読む』日本経済新聞出版社 2016年
- 『超仮説思考 : 正解が見えない課題を圧倒的に解決する』かんき出版 2016年
- 『正解が見えない課題を圧倒的に解決する超仮説思考』かんき出版 2016年
- 『超・検証力 : その仮説は本当に成果を出せるのか?』大和書房 2017年